# غوستاف بنجامين بوير
غوستاف بنجامين بوير (بالإنجليزية: Gustave Benjamin Boyer)‏ هو سياسي كندي، ولد في 29 نوفمبر 1871 في مونتريال في كندا، وتوفي في 2 ديسمبر 1927. حزبياً، نشط في الحزب الليبرالي الكندي. وقد انتخب عمدة وانتخب عضو مجلس الشيوخ الكندي وانتخب عضو مجلس العموم الكندي.